# SKŁ Górnik Sanok
Sanocki Klub Łyżwiarski „Górnik” Sanok – klub sportowy łyżwiarstwa szybkiego z siedzibą w Sanoku.

## Historia
Klub został założony 26 lutego 1980 przez komitet, założony przez przedstawicieli Przedsiębiorstwo Górnictwa Nafty i Gazu w Sanoku i działaczy Międzyszkolnego klubu sportowego Zryw Sanok. We władzach klubu zasiedli Roman Nycz (prezes), Leszek Ciuk (wiceprezes), Andrzej Brygidyn (wiceprezes ds. wychowawczych), Stanisław Sawicki (wiceprezes ds. sportowych), Kazimierz Mielczarek (sekretarz), Adam Jakubowicz (skarbnik). Patronem klubu zostało Przedsiębiorstwo Górnictwa Nafty i Gazu w Sanoku. Z tego względu przyjęto barwy klubowe czarne i zielone. Pierwotnie klub posiadał sekcje łyżwiarską i strzelecką. Trenerami w klubie zostali m.in. Edward Pilszak, Grzegorz Wysocki, Marek Drwięga, Wiesław Uczeń. W 1987 prezesem klubu został Stanisław Sawicki, w 1993 Ryszard Szwast. Jego miejsce w sierpniu 2004 zajął Jarosław Adamczuk (w zarządzie zasiadł wówczas m.in. Tadeusz Mleczko).
Zawodnikom klubu służył tor łyżwiarski Błonie w Sanoku.

## Zawodnicy
Zawodnik Górnika Sanok Jan Mazur w dyscyplinie short track był reprezentantem Polski na Zimowej Uniwersjadzie 1993.